# Michael Marcus (Musiker)
Michael Marcus  (*  25. August 1952)  ist ein US-amerikanischer Jazz- und Blues-Musiker (Tenorsaxophon, Bassklarinette, Klarinette, Sopransaxophon, Manzello, Stritch).

## Leben und Wirken
Michael Marcus begann seine Musikerkarriere in den 1970er Jahren in Bluesbands von Albert King und Bobby Bland mit Mel Brown. In den 1980er und 1990er Jahren arbeitete er mit Musikern der Free Jazzszene, wie mit Sonny Simmons (Blackwoods Suite), Frank Lowe, Phillip Wilson, Jemeel Moondoc, Denis Charles, Makanda Ken McIntyre und anderen. So wirkte er 1996 an dem Trio-Album Transcendence von Simmons mit Charles Moffett mit. 2000 spielte er in der Simmons-Band mit James Carter, William Parker und Jay Rosen. Als Baritonsaxophonist arbeitete er 2001 bei Moondoc.
1991 erschien sein erstes Album unter eigenem Namen bei Enja, Under The Wire, mit Joseph Bowie, William Parker und Reggie Nicholson. William Parker und Dennis Charles sowie Fred Hopkins und Steve Swell wirkten 1993 bei Marcus’ beiden Alben für das Label Soul Note mit (Here At! und Ithem). Nach einem Album mit der Schlagzeugerin Cindy Blackman folgte 1996 das Duoalbum This Happening mit dem Pianisten Jaki Byard für das Montrealer Label Justin Time, bei dem Marcus das Stritch und das Saxello spielt. Für die John-Coltrane-Kompositionen Giant Steps und Naima wechselte er zur Bassklarinette. In den nächsten beiden Jahren ging er mit Byard auf Tournee. Byards Tod im Jahr 1999 beendete die Zusammenarbeit der beiden.
2000 arbeitete er mit dem kubanischen Perkussionisten Patato Valdés (Sunwheels). 2001 spielte er im Trio mit dem Bassisten Tarus Mateen und Jay Rosen das Album Blue Reality ein; außerdem trat er mit dem Jemeel Moondoc Tentet auf (Jus Grew Orchestra Live at the Vision Festival). In dieser Zeit begann er erneut, mit Sonny Simmons zu kooperieren; er war Co-Leader der „Cosmosamatics“ mit Sonny Simmons, die acht Alben einspielte und mehrere Tourneen nach Europa unternahm. Neben den Cosmosamatics wirkte Marcus in weiteren Formationen, wie dem Trio mit Nasheet Waits bzw. Jay Rosen und Tarus Mateen.
Marcus arbeitete im Laufe seiner Karriere mit Billy Higgins, Roy Campbell, Joe LaBarbera, Charles und Cody Moffett, Chris Sullivan, Carlos Ward, Joe Bonner, Peter Herbert, John Patton, Curtis Lundy; er spielte außerdem in Makanda Ken McIntyre Ensemble, Grachan Moncurs Big Band, bei Zane Masseys Projekt The Liberation Suite und dem Saxemble mit Frank Lowe und James Carter. Er arbeitet im Duo mit Ted Daniel (Trompete), mit dem er die Alben Duology (Boxholder) und Golden Atoms (Soul Note, 2008) einspielte.

## Diskographische Hinweise
- Under The Wire (Enja, 1991) mit Joseph Bowie, William Parker, Reggie Nicholson
- Here At! (Soul Note, 1993) mit Steve Swell, Fred Hopkins, William Parker, Dennis Charles, Sadiq Abdu Shahid
- Ithem (Soul Note, 1993) mit William Parker, Dennis Charles
- Reachin´  (Justin Time, 1996) mit Steve Neil, Cindy Blackman
- This Happening (Justin Time, 1996) Duo mit Jaki Byard
- Sunwheels (Justin Time, 2000) mit Carlos „Patato“ Valdes
- Blue Reality (Soul Note, 2001) mit Tarus Mateen, Jay Rosen
- Speakin'’ Out (Drimala, 2002; solo)
- Lotus Symphony (NotTwo, 2008) mit Taru Alexander, John Austria, Rashaan Carter, Radu Ben Judah, Jay Rosen, Antoine Roney
- Krzysztof Dys, Michael Marcus, Theo Jörgensmann Elements in Candor (2013)
- Michael Marcus, Joe McPhee, Jay Rosen, Warren Smith: Blue Reality Quartet! (2021)